# ابسکون (نیوجرسی)
ابسکون (به انگلیسی: Absecon) شهری در ایالت نیوجرسی کشور ایالات متحده آمریکا است که جمعیت آن در سرشماری سال ۲۰۱۰ میلادی، ۸٬۴۱۱ نفر بوده‌است.